# Robert Grogg
Robert Grogg (geboren 1948) ist ein ehemaliger Schweizer Seitenwagen-Motocrossfahrer (englisch: Sidecarcross). Er gewann die Europameisterschaften 1976, 1977 und 1978 zusammen mit seinem Co-Piloten Andreas Hüsser. Grogg gewann auch den FIM-Cup, den Vorgänger der Europameisterschaft, 1972 und 1974.
Neben seinen Triumphen im FIM-Cup und in der Europameisterschaft hat er auch neunmal die nationale Schweizer Seitenwagen-Motocross-Meisterschaft gewonnen, davon achtmal in Folge von 1971 bis 1978 und ein neunter Titel im Jahr 1980.
Grogg dominierte die schweizerische und europäische Sidecarcross-Szene in den 1970er Jahren mit einem Motorrad, das von einem britischen Norton-Motor angetrieben wurde. Seine Dominanz endete, als die Europameisterschaft 1980 umbenannt wurde und die 1000-cm³-Yamaha-Motoren eine Zeit lang dominierten.

## Biografie
Grogg begann im Alter von 17 Jahren mit Motorradrennen und fuhr bis 1970 in der Soloklasse, als er zum Sidecarcross wechselte.
Grogg nahm an der Eröffnungssaison der späteren Sidecarcross-Weltmeisterschaft teil, die 1971 als FIM-Cup begann. Grogg belegte mit Gerhard Martinez beim Grossen Preis der Schweiz den achten Platz, das einzige Rennen, an dem er in dieser Saison teilnahm. Er nahm jedoch auch an der nationalen Schweizer Meisterschaft teil, die in ihrer zweiten Auflage stattfand, und gewann diesen Wettbewerb mit einem Punkt Vorsprung vor Lorenz Haller. Grogg dominierte diesen Wettbewerb von 1971 bis 1978 und gewann ihn jedes Jahr, wobei Haller und der spätere Weltmeister Emil Bollhalder seine Hauptkonkurrenten waren.
Grogg und Martinez, die 1972 wieder ein Team bildeten, gewannen den FIM-Cup in jenem Jahr und schlugen den Champion der vorherigen Saison, Rikus Lubbers, um einen Punkt. Im Jahr darauf wurde Grogg, der nun mit Andreas Grabner als Beifahrer fuhr, im FIM-Cup von Haller geschlagen, holte sich die Trophäe aber 1974 zurück, als er und Grabner die Österreicher Bruno Schneider und Werner Fink besiegten. Im Jahr 1974 gewann er auch die US-Meisterschaft.
1975 wurde der FIM-Cup zur Europameisterschaft, und Grogg und Grabner waren dem Sieg auch in diesem Wettbewerb sehr nahe, denn sie wurden mit zwei Punkten Vorsprung auf die niederländischen Fahrer Ton van Heugten und Dick Steenbergen Zweite. Die nächsten vier Saisons fuhr Grogg mit Andreas Hüsser als Beifahrer und die neue Kombination erwies sich sofort als erfolgreich. Grogg und Hüsser gewannen die Europameisterschaft in den nächsten drei Saisons von 1975 bis 1978, mit einem Vorsprung von 80 Punkten im Jahr 1978 als bestes Ergebnis. Alle seine EM-Erfolge fuhr er auf einer Norton Wasp ein.
Die Saison 1979 beendete Grogg ohne Titel, da er und Hüsser sowohl in Europa als auch in der Schweiz Vizemeister wurden. In Europa wurden sie von Emil und Roland Bollhalder mit 29 Punkten geschlagen, während sie in der Schweiz mit nur drei Punkten Vorsprung auf Hansi Bächtold und Hugo Jung verloren. Das Team von Grogg und Hüsser machte damals eine unglückliche Zeit durch, denn Hüsser brach sich sowohl in der Saison 1979 als auch 1980 ein Bein.
Seinen letzten Titel gewann Grogg 1980, als er, nun mit Alfred Schacher als Beifahrer, zum neunten Mal die Schweizer Meisterschaft gewann. Bei der ersten Ausgabe der inzwischen zur Weltmeisterschaft gewordenen Meisterschaft wurde Grogg Fünfter, ein Ergebnis, das er 1982 wiederholen konnte. Dazwischen, im Jahr 1981, wurde er Sechster, erneut mit Andreas Hüsser als Beifahrer. Hüsser blieb sein Beifahrer, bis Grogg 1984 seine Karriere beendete, aber das Paar konnte den Erfolg aus den 1970er Jahren nicht wiederholen und nahm in den letzten beiden Saisons nur noch an ausgewählten Rennen teil. In der Schweiz wurde das Paar 1982 noch einmal Vizemeister, nahm dann aber nicht mehr an der nationalen Meisterschaft teil.
Grogg zog sich nach der Saison 1984 aus dem Aktivsport zurück, während Hüsser, der Beifahrer, mit dem er am meisten Erfolg hatte, weiterfuhr und an der Seite seines Zwillingsbruders Christoph noch zwei Weltmeisterschaften gewann.

## Privat
Grogg ist Vater von zwei Kindern. Er betreibt heute ein Motorradgeschäft in Deitingen, Schweiz.

## Erfolge

### Europameisterschaften
- Sieger: (3) 1976, 1977, 1978
- Runners-up (Zweitplatziert): (2) 1975, 1979

### FIM-Cup
- Sieger: (2) 1972, 1974
- Runners-up (Zweitplatziert): (1) 1973

### Nationale Wettbewerbe
- Schweizermeisterschaften: 
  - Sieger: (9) 1971–1978, 1980
  - Runners-up (Zweitplatziert): (2) 1979, 1982